# Аденозинмонофосфат
Аденозинмонофосфат (AМФ, adenosine monophosphate) 5'-аденилат, это эфир фосфорной кислоты и аденозинового нуклеозида. Молекула АМФ содержит фосфатную группу, сахар рибозу и азотистое окончание аденин (A). АМФ играет важную роль во многих клеточных процессах обмена веществ. АМФ также компонент синтеза РНК.

## Превращения в клетке
АМФ может образовываться из АТФ в результате:
- аденилаткиназной реакции;

2 АДФ → АТФ + АМФ
- при гидролизе АДФ или АТФ;

АДФ → АМФ + Фн
АТФ → АМФ + ФФн
- в результате гидролиза РНК.

## Применение в качестве вкусовой добавки
Аденозинмонофосфат уменьшает горький вкус пищи и одобрен FDA в качестве вкусовой добавки.
С 2016 года запрещен FDA к использованию в составе лекарственных средств.